# 駒澤野球場
駒澤野球場（こまざわやきゅうじょう）は、かつて東京都世田谷区深沢にあった野球場である。プロ野球・東映フライヤーズ（現在の北海道日本ハムファイターズ）が本拠地として使用していた。施設は東京急行電鉄（現：東急）が建設し東京都に寄付したもので、球団の運営会社である東映興業株式会社（東映フライヤーズ野球団）が運営管理業務の一部を行っていた。
1962年のシーズンをもって廃止・撤去され、跡地は駒沢オリンピック公園となった。同公園内に現存する「駒沢オリンピック公園総合運動場硬式野球場」は位置を変えて別途建設されたものである。通称は「駒沢球場」で、本項でも以下は主にこの通称を用いる。

## 歴史

### 球場建設の経緯とその事情
1914年、当時の東京府荏原郡駒沢村に府内唯一のゴルフ場「駒澤ゴルフ場」が開場し、政財界の著名人などの社交場として賑わった。駒沢村は1925年に町制施行して駒沢町となり、さらに駒沢町が東京市に編入され世田谷区となった1932年、周辺の地価高騰などにより、ゴルフ場は埼玉県内へ移転した。
跡地は1940年開催の東京オリンピックに合わせ、メイン会場の建設用地となる予定だったが、日中戦争の開戦によりオリンピックは開催中止となり、予定されていた会場の建設も全て中止された。用地はその後日本陸軍に接収され、駒澤練兵場の一部となった。
1952年から日本プロ野球はフランチャイズ制を導入したが、関東近県では公式戦を開催できる野球場が少なく、明治神宮野球場も当時はプロ野球で使用することができなかった。そのため、首都圏を本拠地とする球団の主催試合の多くは後楽園球場で開催されていた。
1953年当時、後楽園を本拠地としていたのは読売ジャイアンツ、東急フライヤーズ、大映スターズ、毎日オリオンズ、国鉄スワローズの5球団で、日によってはトリプルヘッダーを敢行するなど過密日程が常態化していた。
このうち東急フライヤーズの親会社だった東京急行電鉄は同年、自社沿線の誘客策の一環としてプロ野球公式戦を開催するための野球場を設けることを決定。東急玉川線駒沢駅南側の旧陸軍駒沢練兵場跡地で整備が進められ、同年9月21日に駒澤野球場が竣工した。しかしそれと引き換えに「東急フライヤーズは自軍専用の野球場を所有している」と判断され、後楽園での興行権を剥奪されることとなった。翌1954年、東急は当時傍系企業だった映画会社の東映に球団運営を委託。チーム名を「東映フライヤーズ」に変更し、同年から正式に駒沢球場を本拠地とした。
突貫工事で造られた内外野とも土盛りのスタンドで照明設備もない駒沢球場は都心からやや離れており、しかも当時の球場周辺は開発途上で畑が広がっていたため風向きによっては肥料の悪臭が漂ってくる上、強風の折には砂塵が舞い上がるという粗悪な立地条件だった。それに加えて当時のフライヤーズは低迷していたこともあいまって、開場当初は観客数が200人ほどという試合もあったほどだった。しかしその後、照明設備が追加設置されると次第に観客動員数は増加。さらにチーム力も向上し、その自由奔放な気風から「駒沢の暴れん坊」の異名をとった。フライヤーズはこの駒沢球場で後に迎える黄金期の基礎を築いてゆく。
だが、この間も後楽園では日程の過密化が改善されておらず、駒沢球場では東映以外の在京パ球団が主催試合を開催した他、国鉄などセ・リーグの公式戦も行われた。また、シーズン終盤には西鉄ライオンズなど在京以外の球団が日程消化のために使用した例もある。
なおこの間に首都圏では、神宮球場は六大学野球など学生野球優先のためプロ野球では使用せず、川崎球場は1954年から1956年は高橋ユニオンズ（1955年はトンボユニオンズ）が、1955年以降は大洋ホエールズが本拠地として使用していた。

### アマチュア野球での使用

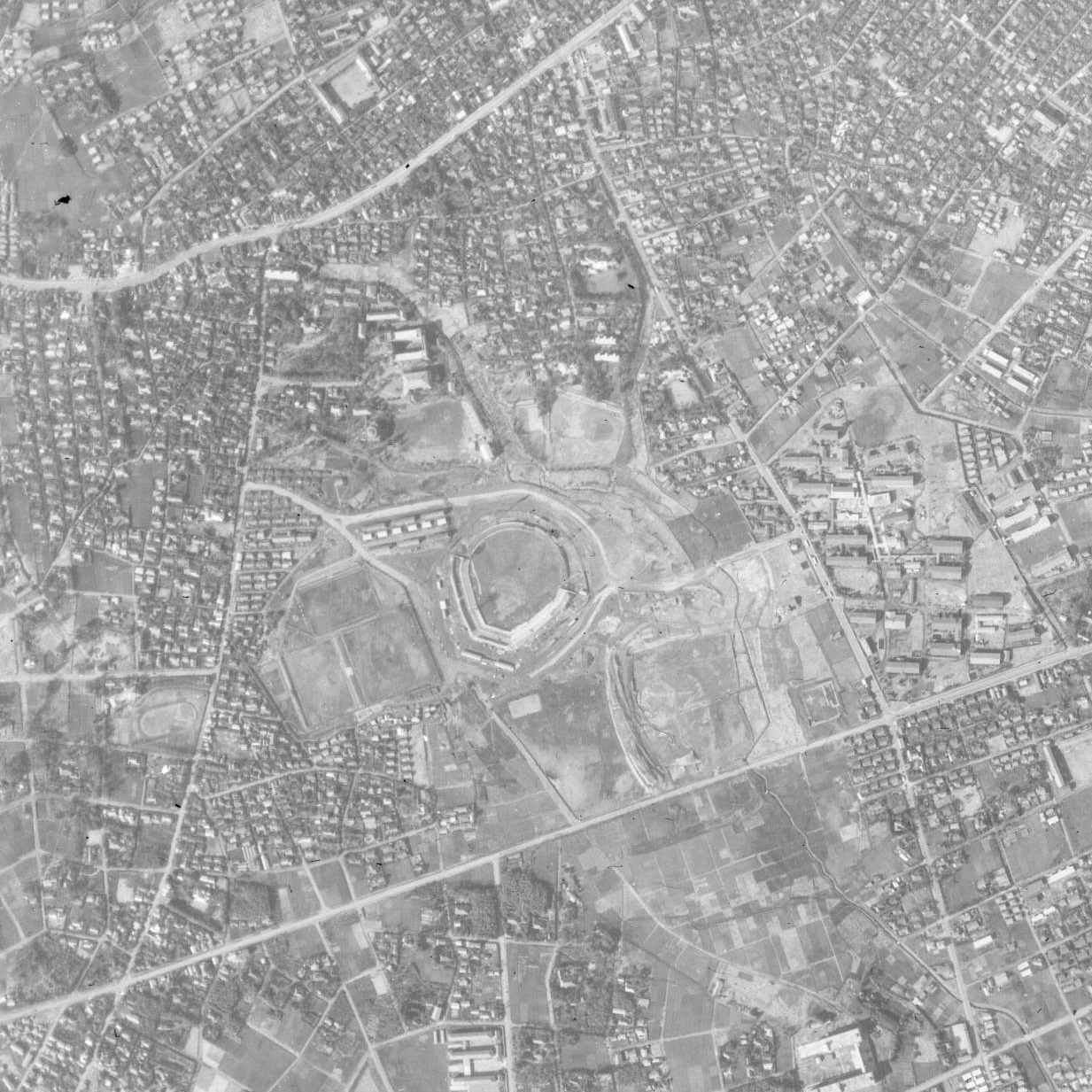
駒澤野球場周辺の航空写真（1956年3月9日撮影）

プロ野球の他、大学野球などアマチュア野球の公式戦でも使用され、当時神宮球場を完全に専有できなかった東都大学野球連盟の公式戦も度々行われた。特に東都大学リーグ史上に残る接戦といわれるのが1958年の秋季リーグ戦で、優勝争いはもつれにもつれ、全日程終了時には中大、日大、学習院大の3校が同率で並ぶ三つ巴となり、優勝決定戦を行うことになった。
しかし1回目、2回目とも3校そろって1勝1敗で優勝が決まらず、3回目の決定戦は駒沢に場所を移して行われた。2戦目で学習院大が2連勝を挙げて初のリーグ優勝を決めた。当時皇太子が通う大学が優勝したとしてアマチュア野球の話題の枠を外れてAP電で打電され、世界に向けて報じられた。学習院大学は2019年現在、これが史上唯一の東都一部リーグ優勝となっている。
なお、学習院大学硬式野球部唯一の東都大学リーグ優勝が決定した試合が神宮球場ではなく駒沢球場で行われた旨の記述は、ベースボール・マガジン社発行の『週刊ベースボール増刊 大学野球 2006年秋季リーグ戦決算号』93ページ（2006年（平成18年）12月16日発行、増刊第61巻第56号通算第2786号。発行日は実際に書店に並んだ日付ではなく書籍に印刷されている出版業界管理上の発行日）に明記されている。ただし、一部の関連書物の記述にはそれが神宮球場であったとも読み取れる記述が散見される。これは当時の一連の事柄が複雑であった（優勝を決するための三つ巴戦で三すくみ状態が2回続き3回目にやっと決したこと、さらには優勝が決定した3回目の巴戦は駒沢球場に移して行われた）ことなどから、記述に絡んだ関係者の記憶の曖昧さが生んだものと思われる。

### 球場の終焉、そして現在
1960年7月19日に開催された東映フライヤーズ対大毎オリオンズ戦で、8回表二死満塁フルカウントから大毎打者の山内和弘が見逃し三振を喫した際、東映捕手の安藤順三がこの投球を後逸。「三振で、大毎の攻撃終了」と判断した東映はナイン全員がベンチに戻ったのに対し大毎は「振り逃げが成立する」として満塁の走者がベースを回り「振り逃げで4得点」という珍記録が生まれた（ルール及び詳細については振り逃げの項を参照）。
1961年、東映は監督に水原茂を招聘。優勝争いに食い込む躍進を果たしたが、同年に東京都から駒沢球場の立地を1964年東京オリンピックの会場整備に充てるため、用地を返還するよう命じられた。東映は都の仲介によって翌1962年から本拠地を神宮球場へ移し、駒沢球場はわずか9年でその歴史に幕を下ろすこととなった。なお、東映は球団史上初のリーグ優勝を果たし、日本シリーズも制して初の日本一に輝いた。
水原招聘から初優勝までの2年間をまとめた記録映画として『東映優勝 背番号100』（1962年）があり、駒沢球場の最末期の姿を見ることができる。
同年秋から駒沢球場の撤去含む駒沢オリンピック公園の整備工事が行われ、レスリングやサッカーなどの東京オリンピック競技施設が建設された。かつての駒沢球場跡地は主に同公園の第二球技場となっている。オリンピック終了後の1965年には、駒沢球場跡の西隣にあらたな硬式野球場（駒沢オリンピック公園総合運動場硬式野球場）が建設された。

## 施設概要
- 両翼：90.9m（300尺）、中堅：122m（400尺） [1]
- 収容人員：20,000人（内外野土盛りスタンド）
- 照明施設：照明塔6基

## 交通
いずれも当時のもの。
- 東京急行電鉄玉川線駒沢電停から徒歩（路線・電停ともに現存せず。現在の東急田園都市線駒沢大学駅付近）
- 東京急行電鉄バス（現：東急バス）駒沢野球場入口（現：駒沢公園西口）バス停から徒歩。またはバレーコート場前（現：駒沢公園）バス停から徒歩。
- 試合開催時には渋谷駅および自由ヶ丘駅（現：自由が丘駅）と駒沢球場を結ぶ東京急行電鉄による臨時バスが運行されていた。